# District de Thaba-Tseka
Thaba-Tseka est un district du Lesotho.

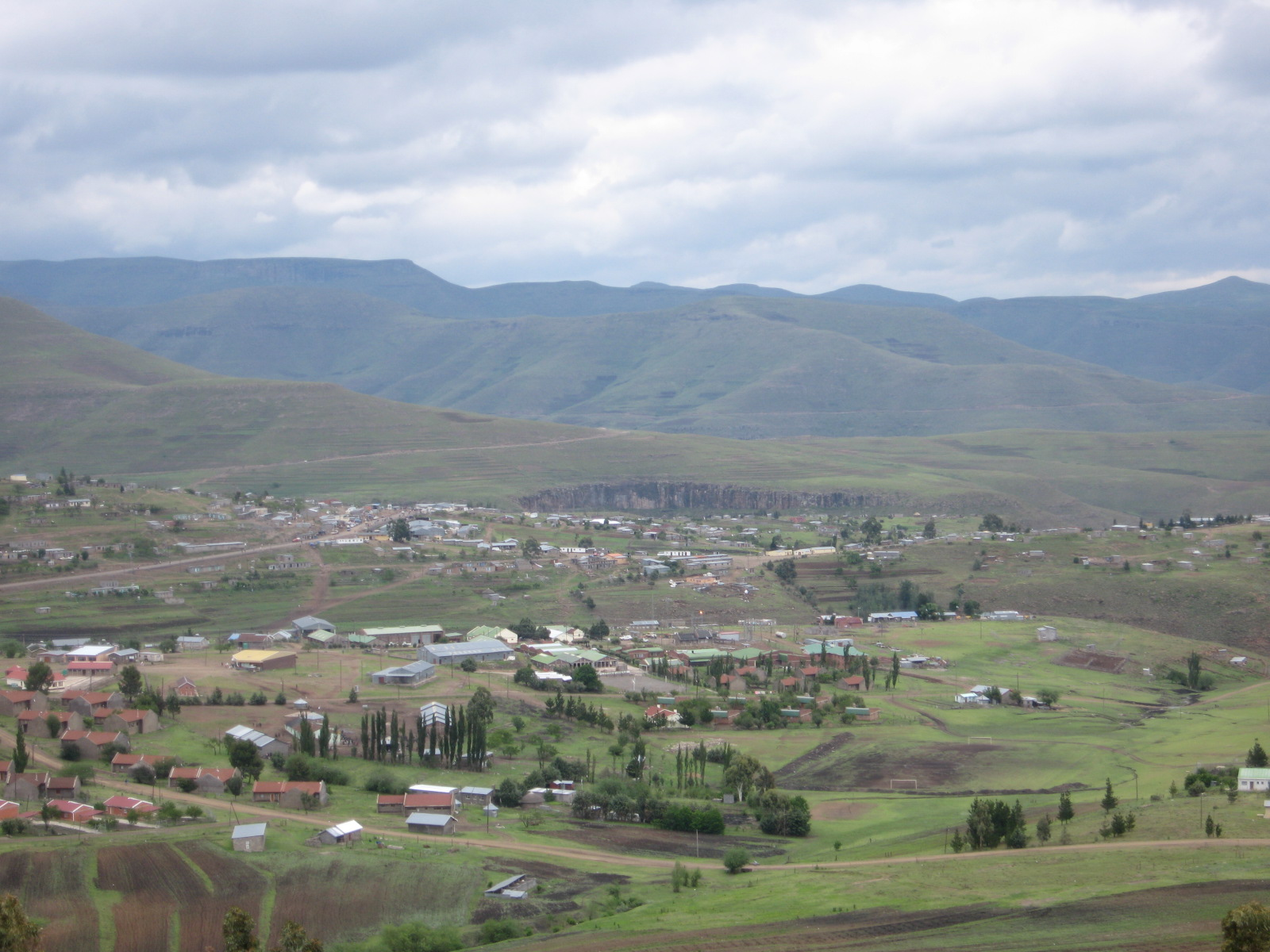
Thaba Tseka